# Открытый чемпионат Италии по теннису 2006
Открытый чемпионат Италии по теннису 2006 года — 63-й розыгрыш ежегодного профессионального теннисного турнира среди мужчин и женщин, проводящегося в итальянском городе Рим и являющегося частью тура ATP в рамках серии Masters и тура WTA в рамках серии турниров 1-й категории.
В 2006 году турнир прошёл с 8 по 22 мая: в первую неделю были сыграны мужские соревнования, а во вторую — женские. Соревнование продолжало околоевропейскую серию грунтовых турниров, подготовительную к майскому Roland Garros.
Прошлогодние победители:
- в мужском одиночном разряде —  Рафаэль Надаль
- в женском одиночном разряде —  Амели Моресмо
- в мужском парном разряде —  Микаэль Ллодра /  Фабрис Санторо
- в женском парном разряде —  Кара Блэк /  Лизель Хубер

## Соревнования

### Мужчины. Одиночный турнир
Рафаэль Надаль обыграл  Роджера Федерера со счётом 6-7(0), 7-6(5), 6-4, 2-6, 7-6(5).
- Надаль выигрывает 4-й титул в сезоне и 16-й за карьеру в основном туре ассоциации.
- Федерер уступает 3-й финал в сезоне и 12-й за карьеру в основном туре ассоциации.

### Женщины. Одиночный турнир
Мартина Хингис обыграла  Динару Сафину со счётом 6-2 7-5.
- Хингис выигрывает 1-й титул в сезоне и 41-й за карьеру в туре ассоциации.
- Сафина уступает 1-й финал в сезоне и 2-й за карьеру в туре ассоциации.

### Мужчины. Парный турнир
Даниэль Нестор /  Марк Ноулз обыграли  Энди Рама /  Йонатана Эрлиха со счётом 6-4, 5-7, [13-11].
- Нестор выигрывает 4-й титул в сезоне и 45-й за карьеру в основном туре ассоциации.
- Ноулз выигрывает 4-й титул в сезоне и 43-й за карьеру в основном туре ассоциации.

### Женщины. Парный турнир
Даниэла Гантухова /  Ай Сугияма обыграли  Квету Пешке /  Франческу Скьявоне со счётом 3-6, 6-3, 6-1.
- Гантухова выигрывает 2-й титул в сезоне и 8-й за карьеру в туре ассоциации.
- Сугияма выигрывает 2-й титул в сезоне и 33-й за карьеру в туре ассоциации.